# Heterospilus nigricoxus
Heterospilus nigricoxus – gatunek błonkówki z rodziny męczelkowatych i podrodziny Doryctinae.
Ciało długości od 2,5 do 3,5 mm. Głowa brązowa do miodowożółtej, o ciemieniu pokrytym poprzecznymi, zmarszczkopodobnymi rowkami, a twarzy wyraźnie popękanej. Żółta barwa czułek przechodzi ku wierzchołkowi w brąz. Ubarwienie tułowia brązowe do czarnego, pozatułowia zwykle jaśniej brązowe, a metasomy brązowe do ciemnobrązowego. Mesopleuron nad bruzdą prekoksalną gładki. Skrzydła z brązowymi żyłkami i dwubarwną pterostygmą: żółtą z przodu i z tyłu, a brązową pośrodku. Odnóża żółte z brązowymi tylnymi udami i biodrami. Pierwsze tergum metasomy u wierzchołka niewęższe niż dłuższe. Pokładełko dłuższe niż metasoma.
Gatunek znany wyłącznie z Kostaryki.